# Aotus brumbacki
Aotus brumbacki (лат.) — вид млекопитающих семейства ночных обезьян из Южной Америки.

## Классификация
Классификация ночных обезьян Южной Америки дискуссионна. Ранее вид включался в состав Aotus lemurinus в качестве подвида, позже был выделен в отдельный вид, однако это разделение признаётся не всеми приматологами.

## Распространение
Встречается в Колумбии, в междуречье рек Араука и Гуавьяре, где населяет леса в предгорьях Анд.

## Статус популяции
Международный союз охраны природы присвоил этому виду охранный статус «Уязвимый». По данным 2008 года численность популяции сократилась более, чем на 30 % за 24 года, в основном из-за разрушения среды обитания.